# إل تينيينتي
إل تينيينتي (بالإسبانية: El Teniente) هو منجم للنحاس تحت سطح الأرض. يقع بالقرب من مدينة سيويل، شرق إقليم أوهيغينز في جمهوريّة تشيلي، على بعد 73 كيلومترًا جنوب شرق العاصمة سانتياغو. كما يقع على ارتفاع 2,300 متر فوق مستوى سطح البحر في جبال الأنديز. يُعتبر إل تينيينتي أكبر منجم للنحاس تحت الأرض في العالم.

## تاريخ
لقد بدأت عملية استخراج المعادن من هذه المنجم في عام 1819، حيث كان يديره القطاع الخاص، حتى قامت الدولة التشيليّة بتأميم معادن وثروات البلاد، فأصبح من المشاريع المملوكة من قبل الدولة التي تديرها شركة كوديلكو المملوكة للدولة، مع أكثر من 3,000 كيلومتر من الانجرافات تحت الأرض. وهو حاليًا أكبر موقع عمليات لشركة كوديلكو.

## توسعة
يخضع إل تينيينتي حاليًا منذ عام 2011 لأعمال حفر هيكليّة لتوسيع المنجم، حتى يكون أكثر عمقًا، وليصبح على ارتفاع 1,880 متر فوق مستوى سطح البحر، بشكل لا يتعارض مع عمل المنجم الحالي.

## صور

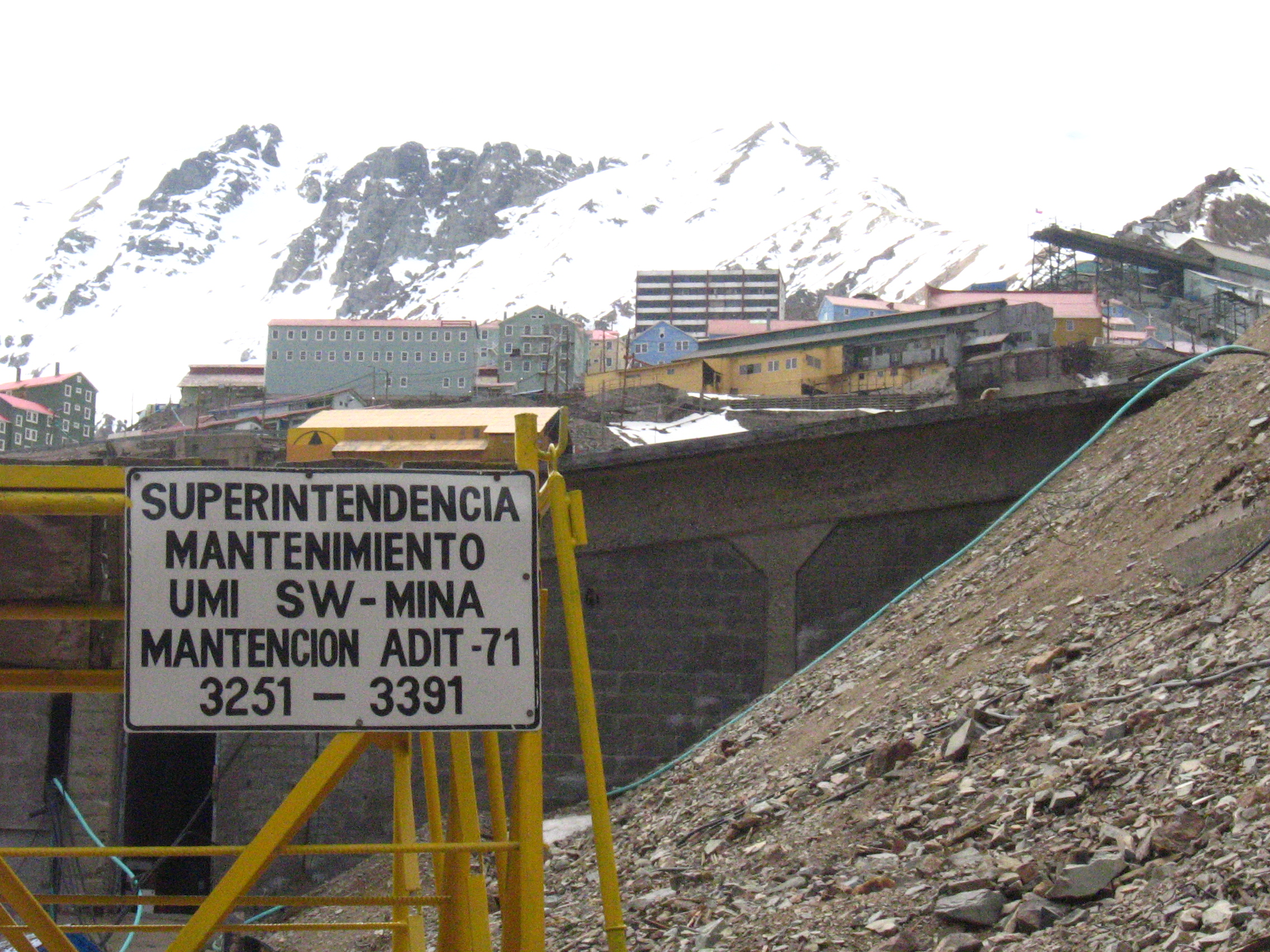
من أعمال الحفر بالمنجم
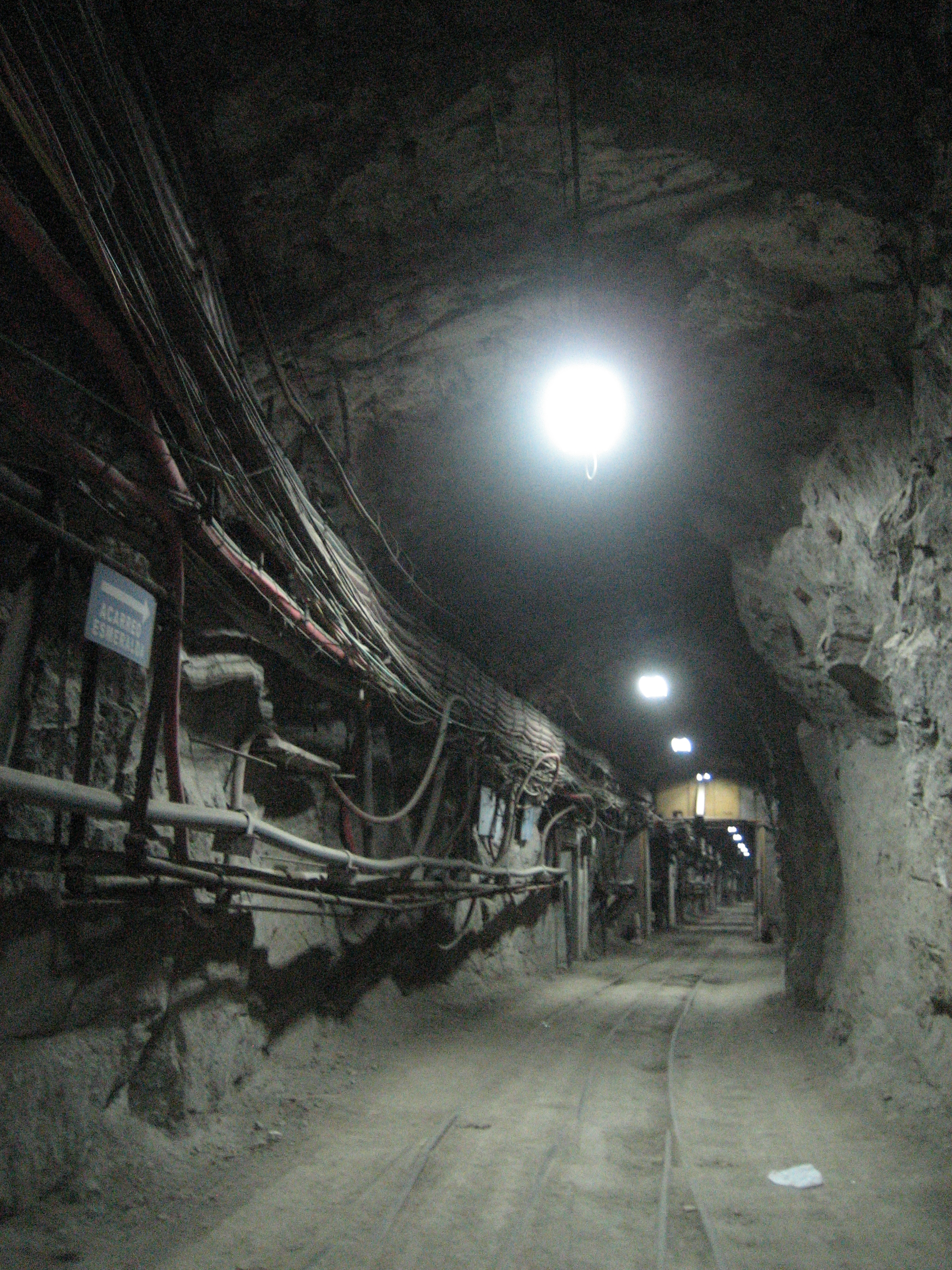
داخل المنجم
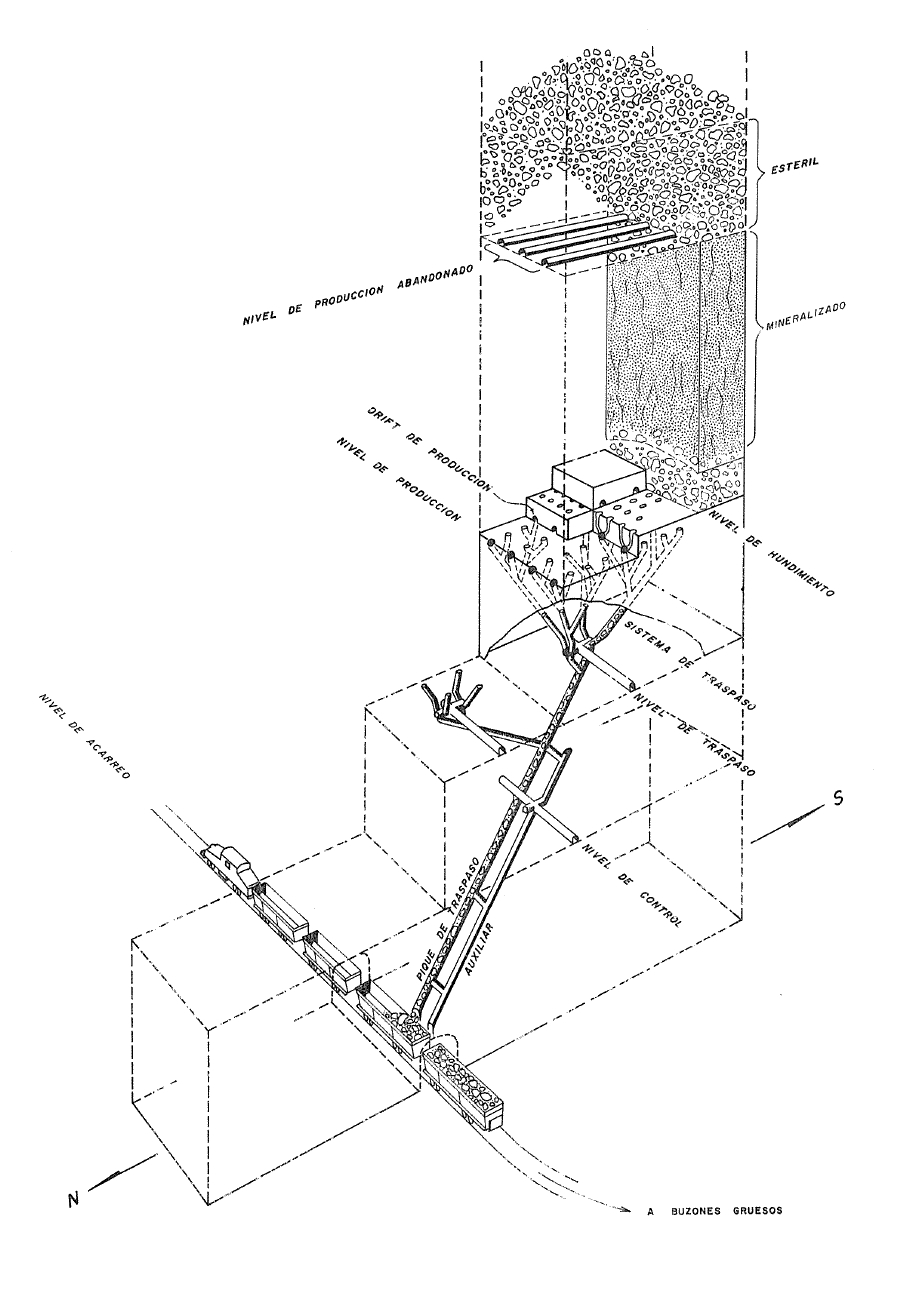
مقطع طولي
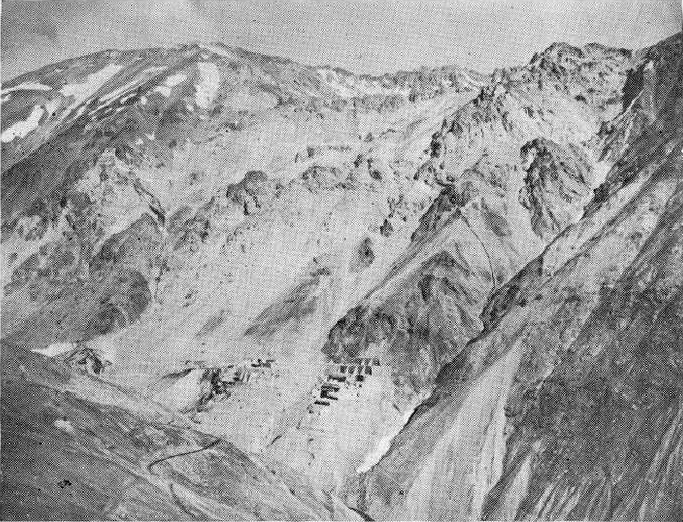
إل تينيينتي في 1942

## وصلات خارجية
- صورة فضائية لمنجم إل تينيينتي
- منجم إل تينيينتي في موقع شركة كوديلكو (بالإسبانية)
- منجم إل تينيينتي في موقع Mining.com (بالإنجليزية)
- منجم إل تينيينتي في موقع VINCI (بالإنجليزية)